# يوم كفافة
يوم كفافة؛ هو أحد أيام العرب الذي تواجهت فيها فزارة بن ذبيان من غطفان مع بني تميم. 

## نبذة
خرج "خارجة بن حصن" في حشد من بني فزارة ومن بني ثعلبة بن سعد بهدف الإغارة على بني عبس بن بغيض، لكنهم لقوا جيشًا لبني تميم على ماء يقال له: الكفافة وكانت تميم في جمع سعد والرباب وبني عمرو، فقاتلوهم قتالًا شديدًا وانهزمت تميم.

## يوم كفافة في الشعر
قال الحادرة في ذلك